# Крістофер Сміт
Крістофер Сміт (англ. Christopher Smith; 1 липня 1972) — британський кінорежисер та сценарист. Спеціалізується на трилерах та фільмах жахів.

## Біографія
Народився 1 липня 1972 року у Бристолі. У 1998 році закінчив факультет кінематографії Бристольського університету. Під час навчання зняв свої перші короткометражні фільми. Дипломна робота, фільм «10-тисячний день» 1997 року, увійшов в шортлист кінопремії BAFTA. Наступний фільм «День, коли дідусь осліп» 1998 року, був показаний на декількох кінофестивалях. До обох фільмів Сміт сам написав сценарії. Крім того, його сценарій для фільму Метта Старлінга «Ларрі доглядає і лагодить» 1997 року номінувався на приз Королівського телевізійного товариства за найкращу студентську роботу. Потім Сміт працював продюсером і режисером в програмі Баррі Нормана «Film Night» на телеканалі «Sky Television» і брав участь в написанні сценарію для декількох епізодів популярного серіалу «EastEnders».
Повнометражним дебютом Сміта став фільм жахів «Кріп», що вийшов у 2004 році. Автором сценарію знову став сам Сміт, якому ідея фільму спала на думку під час однієї з поїздок в лондонському метро, коли на деякий час в поїзді відключили світло. Запрошення на головну роль Франки Потенте дозволило профінансувати частину фільму з Німеччини.
Другий фільм «Ізоляція», що вийшов у 2006 році — комедійний трилер про напад вбивць на групу офісних працівників, які приїхали в ліс на корпоративний відпочинок. Сценарій для фільму Сміт створив спільно з Джеймсом Мораном.
Третій фільм Сміта, психологічний трилер «Трикутник» 2009 року, був задуманий ще у 2004 році. За визнанням режисера, його надихнули такі фільми, як «Сяйво» і «Злітна смуга», і він хотів створити фільм зі схожою атмосферою. Він також розмірковував про сцену, в якій герой бачить на борту лайнера людину й думає, хто це може бути, а зрештою виявляється, що це він сам. В одному з інтерв'ю Сміт також розповів, що намагався створити фільм, який справляв би ефект, подібний до фільму «Пам'ятай», проте не використав би незвичайну «розривну» структуру, а мав би традиційну лінійну послідовність. Одним з джерел натхнення послужив також фільм жахів «Глибокої ночі», який має закільцьовану композицію.
У 2010 році вийшов історичний трилер Сміта «Чорна смерть» про період епідемії чуми в XIV столітті. Автором сценарію став Даріо Полоні. Сценарій відразу зацікавив Сміта, оскільки мова йшла про його улюблену історичну епоху з історії Англії.

## Фільмографія
| Рік  | Українська назва        | Оригінальна назва          | Крістофер Сміт | Крістофер Сміт | Примітки         |
| Рік  | Українська назва        | Оригінальна назва          | Кінорежисер    | Сценарист      | Примітки         |
| ---- | ----------------------- | -------------------------- | -------------- | -------------- | ---------------- |
| 1997 | 10-тисячний день        | The 10000th Day            | Так            | Так            | короткометражний |
| 1998 | День, коли дідусь осліп | The Day Grandad Went Blind | Так            | Так            | короткометражний |
| 2004 | Кріп                    | Creep                      | Так            | Так            |                  |
| 2006 | Ізоляція                | Severance                  | Так            | Так            |                  |
| 2009 | Трикутник               | Triangle                   | Так            | Так            |                  |
| 2010 | Чорна смерть            | Black Death                | Так            | Ні             |                  |
| 2012 | Лабіринт                | Labyrinth                  | Так            | Ні             | двосерійний      |
| 2014 | Дістати Санту           | Get Santa                  | Так            | Так            |                  |
| 2016 | Об'їзд                  | Detour                     | Так            | Так            |                  |
| 2020 | Вигнання                | The Banishing              | Так            | Ні             |                  |